# Dire Straits
Dire Straits a fost o formație rock britanică  înființată în 1977.

## Activitate
În prima componență au figurat frații Mark (voce, chitară solo) și David Knopfler (chitară ritmică), John Illsley (chitară bas) și Pick Withers (baterie). Impresarul grupului era Ed Bicknell. Dire Straits a debutat în plină eră punk rock cu un stil convențional, influențat de muzica rock a anilor șaizeci; succesul a fost însă foarte mare, primul lor album – Dire Straits (1978) – câștigând discul de platină pentru vânzări. La începuturi, cei doi frați le cereau proprietarilor barurilor unde concertau ca amplificarea să se facă la un volum scăzut, astfel încât publicul să poată discuta fără efort.
De-a lungul anilor, Mark Knopfler a fost compozitorul și liderul formației. Între cele mai cunoscute piese ale formației se numără: „Sultans of Swing”, „Romeo and Juliet”, „Tunnel of Love”, „Telegraph Road”, „Private Investigations”, „Money for Nothing”, „Walk of Life” , „So Far Away” , „Brothers in Arms”, „Calling Elvis” ș.a.
Dire Straits și Mark Knopfler au vândut peste 120 de milioane de albume în toată lumea.

## Componență
| Ani (→)         | 1977           | 1977           | 1980           | 1980          | 1982          | 1982           | 1984           | 1984           | 1985           | 1985           | 1988           | 1988           | 1989           | 1989          | 1995          | 1995          |
| Membri (↓)      | 1977           | 1977           | 1980           | 1980          | 1982          | 1982           | 1984           | 1984           | 1985           | 1985           | 1988           | 1988           | 1989           | 1989          | 1995          | 1995          |
| --------------- | -------------- | -------------- | -------------- | ------------- | ------------- | -------------- | -------------- | -------------- | -------------- | -------------- | -------------- | -------------- | -------------- | ------------- | ------------- | ------------- |
| voce            | Mark Knopfler  | Mark Knopfler  | Mark Knopfler  | Mark Knopfler | Mark Knopfler | Mark Knopfler  | Mark Knopfler  | Mark Knopfler  | Mark Knopfler  | Mark Knopfler  | Mark Knopfler  | Mark Knopfler  | Mark Knopfler  | Mark Knopfler | Mark Knopfler | Mark Knopfler |
| chitară solo    | Mark Knopfler  | Mark Knopfler  | Mark Knopfler  | Mark Knopfler | Mark Knopfler | Mark Knopfler  | Mark Knopfler  | Mark Knopfler  | Mark Knopfler  | Mark Knopfler  | Mark Knopfler  | Mark Knopfler  | Mark Knopfler  | Mark Knopfler | Mark Knopfler | Mark Knopfler |
| chitară ritmică | David Knopfler | David Knopfler | David Knopfler | Hal Lindes    | Hal Lindes    | Hal Lindes     | Hal Lindes     | Hal Lindes     | Hal Lindes     | Jack Sonni     | Jack Sonni     |                |                |               |               |               |
| claviaturi      | David Knopfler | David Knopfler | David Knopfler | Alan Clark    | Alan Clark    | Alan Clark     | Alan Clark     | Alan Clark     | Alan Clark     | Alan Clark     | Alan Clark     | Alan Clark     | Alan Clark     | Alan Clark    | Alan Clark    | Alan Clark    |
| sintetizator    | —              | —              | —              | —             | —             | —              | —              | Guy Fletcher   | Guy Fletcher   | Guy Fletcher   | Guy Fletcher   | Guy Fletcher   | Guy Fletcher   | Guy Fletcher  | Guy Fletcher  | Guy Fletcher  |
| chitară bas     | John Illsley   | John Illsley   | John Illsley   | John Illsley  | John Illsley  | John Illsley   | John Illsley   | John Illsley   | John Illsley   | John Illsley   | John Illsley   | John Illsley   | John Illsley   | John Illsley  | John Illsley  | John Illsley  |
| baterie         | Pick Withers   | Pick Withers   | Pick Withers   | Pick Withers  | Pick Withers  | Terry Williams | Terry Williams | Terry Williams | Terry Williams | Terry Williams | Terry Williams | Terry Williams | Terry Williams |               |               |               |

## Discografie

### Albume de studio
- Dire Straits (17 iulie 1978)
- Communiqué (15 iunie 1979)
- Making Movies (17 octombrie 1980)
- Love over Gold (20 septembrie 1982)
- Brothers in Arms (13 mai 1985)
- On Every Street (9 septembrie 1991)

### Discuri EP
- ExtendedanceEPlay (10 ianuarie 1983)
- Encores (10 mai 1993)

### Albume în concert
- Alchemy (12 martie 1984)
- On the Night (10 mai 1993)
- Live at the BBC (26 iunie 1995)

### Compilații
- Money for Nothing (octombrie 1988)
- Sultans of Swing: The Very Best of Dire Straits (august 1998)
- The Best of Dire Straits & Mark Knopfler: Private Investigations (2005)